# Corporales
Corporales tỉnh và cộng đồng tự trị La Rioja, phía bắc Tây Ban Nha. Đô thị này có diện tích là 8,41 ki-lô-mét vuông, dân số năm 2009 là 35 người với mật độ 4,16 người/km². Đô thị này có cự ly 4 km so với Logroño.